# دابادا
 دابادا هي الرواية الأولى والأشهر للكاتب العراقي حسن مطلك، تتكون من 220 صفحة وصدرت طبعتها الأولى عن الدار العربية للموسوعات في بيروت سنة 1988. وصدرت الطبعة الثانية عن الهيئة المصرية العامة للكتاب في القاهرة سنة 2001، والطبعة الثالثة عن الدار العربية للعلوم ناشرون في بيروت 2006 وعن دار المدى طبعة جديدة.

## وصف
يعتبرها البعض بأنها أهم الروايات العراقية التي ظهرت في نهاية القرن العشرين. فهي رواية مختلفة بكل المواصفات؛ لم تعتمد الفصول في بنائها وإنما جاءت كنص واحد عبر تدفق لغوي غني، تلامس في جوهرها الهم الوجودي للإنسان.

## نقد
- قال عنها جبرا إبراهيم جبرا:« إنها رواية غير عادية، فهي جديدة وكاتبها شاب جريء».[6]
- وقال الروائي عبد الرحمن الربيعي:« لقد أحببت هذه الرواية العصية، إنها رواية مختلفة، لا يمكن أن تذكرنا بأي عمل روائي آخر ولم تتعكز على إنجاز روائي سابق.. إنها رواية وحيدة ومكتفية بما حملت».[2]
- وقال القاص محمود جنداري:« إن دابادا هي الكتابة بشروط الحياة».
- وقال الناقد د.عبد الله إبراهيم:« إنها رواية تستفز القاريء وهي تتصدى لقضايا كبرى، إن هذه الرواية ستثير إشكالات في مستوى القراءة ومستوى التأويل وستختلف الآراء حولها».[2]
- وقال الشاعر صلاح حسن:« إنها الرواية العراقية الوحيدة التي ظهرت بهذه السمات المميزة.. إن دابادا هي حقاً رواية عراقية متميزة، وفيها من التجديد ما لا يمكن إنكاره على الصعيدين البنائي والمضموني، حيث يمكّناها من الوقوف إلى جانب الروايات العظيمة».[2]
- وقال الناقد د.باسل الشيخلي:« إن هذه الرواية تتجاوز حدود الواقعية لتدخل في إشكالية أكبر وأوسع من نمطية الكتابة المقنّعة... وإن لغة دابادا هي سر قوتها».[2]
- وقال القاص كريم شعلان:« أتمنى أن يقرأ الجميع (دابادا) رواية الكاتب العالمي جداً حسن مطلك ونافذته على فجر الرواية العربية».[2]
- وقال الشاعر والقاص عبد الهادي سعدون:«دابادا قد أثرت بجيل كامل من الأدباء العراقيين الشباب وفي النصوص التي ظهرت بعدها بفترة زمنية مناسبة. واقترح ان يتم البدء بقراءة الرواية العراقية الجديدة بدءا من تاريخ صدور دابادا فهي نقطة مضيئة لا يمكن تجاوزها».[2]

- اعتبرها أحمد الدوسري بأنها «كسر حاد لجمجمة الرواية فقد حطم حسن مطلك أهراماً أصبحت زيارتها لدى كتاب الرواية واجباً مقدساً، قهر الحبكة وعلق النمو الدرامي».[2]
- واعتبرها محمود جنداري: بأنها «تمثل الكتابة بشروط الحياة». [2]

## محتوى الرواية
تحتوي الرواية على خمس حكايات وهي
- الحكاية الأولي: اختفاء الأب (محمود) الغامض .

- الحكاية الثانية: رمزية الكلب شرار

- الحكاية الثالثة: رمزية موت عبد المجيد بسم الفئران

- الحكاية الرابعة: رمزية حمار قندس
- الحكاية الخامسة: رمزية اختفاء شاهين

يمكن الاطلاع على نص الرواية كاملاً على هذا الرابط.

## وصلات خارجية
- وديع العبيدي: نظرية التوازنات الافقية في دابادا
- هلال عبيدي: النظام البيئي في دابادا
- الرواية العراقية:رصد الخراب العراقي في أزمان الدكتاتورية والحروب والاحتلال وسلطة الطوائف.